# Chilonatalus micropus
Chilonatalus micropus es una especie de murciélago de la familia Natalidae.

## Distribución geográfica
Se encuentra en Cuba, Jamaica, la Española y la isla de Providencia.